# Ясный (Туркменский район)
Я́сный — посёлок в Туркменском муниципальном округе Ставропольского края России.

## География
Посёлок расположен на реке Айгурка, в 138 км от краевого центра и в 22 км от районного центра.

## История
На месте современного посёлка находился хутор Вольный, основанный приблизительно в 1907 году выходцами из села Митрофановки на вольных, никем не занятых землях (отсюда название).
В 1932 году земли бывших арендаторов и заводчиков с хуторами Вольный, Воровской (им. Воровского), Харитоновский и Черниговский отошли совхозу № 20 «Айгурский», созданному при разукрупнении овцесовхоза № 11 «Советское Руно» (Виноделенский район):251. Из указанных хуторов образовались центральная усадьба (х. Харитоновский) и 3 фермы (1-я — х. Воровской, 2-я — Черниговский, 3-я — х. Вольный). Основными направлениями деятельности совхоза № 20 являлись животноводство и полеводство.
Указом Президиума Верховного Совета РСФСР от 21 сентября 1964 года посёлок Третья ферма совхоза «Айгурский» переименован в посёлок Ясный. Название Ясный связано с тем, что в течение года в этой местности бывает много ясных солнечных дней.
На 1 марта 1966 года посёлок входил в состав Айгурского сельсовета Апанасенковского района Ставропольского края:8. В 1968 году путём разукрупнения совхозов «Айгурский» и «Красный Маныч» был образован совхоз «Степной Маяк», центральной усадьбой которого стал Ясный.
На 1 января 1983 года посёлок Ясный — административный центр Новокучерлинского сельсовета Туркменского района:28.
До 16 марта 2020 года — административный центр упразднённого Новокучерлинского сельсовета.

## Население
| 1989 | 2002 | 2010  | 2014  |
| ---- | ---- | ----- | ----- |
| 1111 | ↘934 | ↗1021 | ↘1000 |

По данным переписи 2002 года, 82 % населения — русские.

## Инфраструктура
- Новокучерлинский центр культуры и досуга[18]
- В начале 1980-х годов были электрифицированы и газифицированы жилые дома, дороги и тротуары заасфальтированы
- Библиотека
- Медпункт
- Отделение связи
- В 500 метрах к юго-востоку от посёлка расположено общественное открытое кладбище площадью 30 000 м²[19]

## Образование
- Детский сад № 16[20]
- Средняя общеобразовательная школа № 14 имени Н. Н. Знаменского (открыта 1 сентября 1971 года)[21][22]

## Экономика
- СПК «Степной маяк». В 1968 году в результате разукрупнения совхозов «Айгурский» Апанасенковского и «Красный Маныч» Туркменского районов был создан совхоз «Степной маяк» с центральной усадьбой в посёлке Ясном. Ведущей отраслью хозяйства стало овцеводство, на долю которого приходилось две трети валовой продукции. В начале 1990-х годов совхоз реорганизован в СПК «Степной маяк».
- Пекарня
- Четыре магазина